# Mumpf
Mumpf est une commune suisse du canton d'Argovie, située dans le district de Rheinfelden.

Photo aérienne (1949).

Rachel, la grande tragédienne, y est née Élisabeth Rachel Félix, le 21 février 1821 dans l'auberge Soleil d'Or. Elle fut un idéal pour Sarah Bernhardt.